# Cuautepec de Hinojosa
Cuautepec de Hinojosa là một đô thị thuộc bang Hidalgo, México. Năm 2005, dân số của đô thị này là 45527 người.